# Ким Сок Джин
Ким Сок-Джин (на корейски: 김석진), по-известен като Джин, е южнокорейски певец и автор на песни. Той е лице и вокалист на групата BTS.

## Ранен живот и образование
Ким Сок-Джин е роден на 4 декември 1992 г. в Гуачон, провинция Кьонги, Южна Корея. Семейството му се състои от майка му, баща му и по-големия му брат.
Докато е в гимназията, от музикалната компания SM Entertaiment му предлагат работа, но Джин отхвърля офертата. Първоначално възнамерява да стане актьор, затова записва да учи в университета Конкук и се дипломира със специалност „Изкуство и актьорско майсторство“ на 22 февруари 2017 г. Записва докторантура в университета Ханянг Кибер, за да изучава области, различни от музиката.

## Кариера

### 2013 до момента: BTS
Джин е открит от Big Hit Entertainment заради външния си вид, докато е вървял по улицата. В този период учи актьорско майсторство и няма музикален опит. На 13 юни 2013 г. Джин дебютира като един от четиримата вокалисти в BTS с дебютния албум „2 Cool 4 Skool“. Той пуска първата си копродуцирана песен и самостоятелен сингъл от албума Wings, озаглавена „Awake“, през 2016 г. Песента достига пика си на номер 31 в музикалната класация на Гаон и 6-о място на световната дигитална сингъл класация на Билборд.
На 9 август 2018 г. второто соло на Ким, „Epiphany“, е пуснато като трейлър към предстоящия компилационен албум на BTS „Love Yourself: Answer“. Съдържа текстове, обсъждащи самоприемането и любовта към себе си. Пълната версия на песента в крайна сметка е пусната като песен в албума „Love Yourself: Answer“, достигаща върха си под номер 30 на музикалната класация на Гаон и 4 на World Digital Singles Chart на Билборд. През октомври той е награден с пета степен на Ордена за културни заслуги „Hwagwan“ от президента на Южна Корея Мун Джи-ин, заедно с други членове на групата.

### 2015 до момента: Солови активности
Джин има съвместна песен с Ви (член на BTS) – „It's Definitely You“, издадена като част от оригиналния саундтрак на „Hwarang: The Poet Warrior Youth. Той“. Заедно с Jungkook (член на BTS) пеят и издават алтернативна версия на „So Far Away“, песен от едноименния албум на Шуга (член на BTS) Agust D. Соло кавърите му включват „Mom“ на Ra.D, „I Love You“ на Mate, и „In Front Of The Post Office In Autumn“, първоначално от Yoon Do-hyun in 1994. Те са пуснати на сайта SoundCloud на 7 май 2015 г., 3 декември 2015 г., и 7 юни 2018 г. Има няколко участия като съ-домакин на шоута за музикални награди в Корея, като Music Bank и Inkigayo.
На 4 юни 2019 г. Джин пуска първата си самостоятелна песен „Tonight“ като част от 2019 BTS Festa (ежегодно събитие, което отбелязва годишнината от дебюта на групата). Акустичната балада е композирана от Джин, заедно с продуцентите на звукозаписните компании Big Hit Entertainment, Slow Rabbit и Hiss Noise. Текстовете, написани от Джин и лидера на BTS RM, са вдъхновени от връзката му с неговите домашни любимци. Парчето е посрещнато като цяло с положителни отзиви и похвали, насочени към вокалите на Джин и успокояващата атмосфера на песента.

## Творчески умения
Той е тенор и може да свири на китара. Певческият му глас получава като цяло положителен прием. В книгата на Ким Йънг-Дей за 2019 г. „BTS: The Review“, членовете на журито на наградите „Грами“ заявяват, че гласът му има стабилен контрол на дишането и силен фалцет. Журналистът Choi Song-hye, пишещ за Aju News, отбелязва, че синглите на BTS като „Spring day“ и „Fake Love“ показват вокалната стабилност на Джин, докато „Jamais Vu“ показва емоционалния му диапазон. Хон Хе-Mин от The Korea Times описва гласа на Джин като „нежен, меланхоличен, свободолюбив“ и го смята за „отличителен елемент“ в соловата балада „Epiphany“. Критикът Парк Хе-А, когато обсъжда „Epiphany“, заявява, че Джин „пее най-сантименталните чувства“ от соло парчетата в „Love Yourself: Answer“. В ревю на „Fake love“ Парк казва, че появата на Ким „доказва въздействието на песента“.

## Филантропия
През декември 2018 г. Джин дарява различни продукти на Корейската асоциация за хуманно отношение към животните, за да отпразнува рождения си ден, закупувайки храна, одеяла и съдове за организацията. Същия ден той дарява 321 килограма храна на корейските адвокати за правата на животните (KARA) – друга корейска организация с нестопанска цел за защита на животните. От май 2018 г. Ким е месечен донор на УНИЦЕФ в Корея, като настоява даренията му да са анонимни по това време. В крайна сметка те са публикувани след въвеждането му в UNICEF Honors Club през май 2019 г. за дарение над 100 уона (около 84 000 щатски долара).

## Личен живот
От 2018 г. Джин живее в Ханам-дон, Сеул, Южна Корея. През 2018 г. купува луксозен апартамент в Южна Корея на стойност 1,7 милиона долара. Въпреки че притежава апартамент, той продължава да живее с членовете на BTS в Ханам-донг. Освен това той и по-големият му брат отварят ресторант в японски стил в Сеул, наречен Ossu Seiromushi през 2018 г.